# Tinja Donja
Tinja Donja är en ort i Bosnien och Hercegovina.   Den ligger i entiteten Federationen Bosnien och Hercegovina, i den centrala delen av landet, 90 km norr om huvudstaden Sarajevo. Tinja Donja ligger 285 meter över havet och antalet invånare är 1 723.
Terrängen runt Tinja Donja är kuperad norrut, men söderut är den platt. Runt Tinja Donja är det ganska tätbefolkat, med 93 invånare per kvadratkilometer.. Närmaste större samhälle är Tuzla, 13,3 km sydost om Tinja Donja. 
Omgivningarna runt Tinja Donja är en mosaik av jordbruksmark och naturlig växtlighet.